# NokScoot
NokScoot (полное название — NokScoot Airlines Company Limited) — бывшая тайская бюджетная авиакомпания, выполнявшая средне- и дальнемагистральные международные рейсы из международного аэропорта Донмыанг в Бангкоке. 26 июня 2020 года прекратила свою деятельность и была ликвидирована в результате пандемии COVID-19.

## История
В 2012 году Scoot, дочерняя авиакомпания национального перевозчика Singapore Airlines, начала выполнять полёты. Всего спустя полгода после начала деятельности авиакомпания обратилась к Nok Air с предложением о создании нового предприятия. Nok Air занимается в основном полётами внутри Таиланда и в близлежащие азиатские страны. Scoot также имеет обширную географию полётов в Азии, но также выполняет дальнемагистральные рейсы в Европу и Океанию. Новая авиакомпания была призвана объединить преимущества каждого перевозчика.
16 декабря 2013 года Scoot официально объявила о подписании меморандума о взаимопонимании с Nok Air о создании нового авиаперевозчика в Бангкоке, выполняющего средне- и дальнемагистральные рейсы с парком самолётов Boeing 777-200. NokScoot стала совместным предприятием тайской Nok Air и сингапурской Scoot. Nok Air владела 51 % акций NokScoot, а Scoot — оставшимися 49 % — установленный законодательством Таиланда предел для иностранного владения. Стартовый капитал авиакомпании составлял 2 миллиарда бат.
25 июля 2014 года NokScoot начала выполнение регулярных пассажирских перевозок со своей базы в международном аэропорту Бангкока Донмыанг. Авиакомпания выполняла рейсы в Западную Индию, Северо-Восточный Китай, Южную Корею, Японию, а также Гонконг и Тайбэй. NokScoot столкнулась с трудностями. Новосозданный перевозчик конкурировал с уже хорошо зарекомендовавшими себя авиакомпаниями. За всю историю существования NokScoot не смогла зафиксировать положительную годовую прибыль.
Пандемия COVID-19 нанесла удар по авиаиндустрии. NokScoot пыталась продолжать существование за счёт поддержки правительства в течение первых нескольких месяцев пандемии, но из этого ничего не вышло. NokScoot прекратила свою деятельность 26 июня 2020 года, поскольку не смогла оправиться от последствий пандемии. NokScoot вернула три своих самолёта Singapore Airlines к июню 2020 года. На момент ликвидации в компании работали 450 сотрудников.

## Пункты назначения
По состоянию на июнь 2020 года NokScoot обслуживал следующие пункты назначения:
| Страна   | Город     | Аэропорт                                     | Примеч.    | И.     |
| -------- | --------- | -------------------------------------------- | ---------- | ------ |
| Китай    | Далянь    | Даляньский международный аэропорт Чжоушуйцзы | Прекращено | [ 11 ] |
| Китай    | Нанкин    | Международный аэропорт Нанкин Лукоу          |            | [ 11 ] |
| Китай    | Циндао    | Международный аэропорт Циндао Лютин          |            | [ 11 ] |
| Китай    | Шанхай    | Международный аэропорт Пудун                 |            | [ 12 ] |
| Китай    | Шэньян    | Шэньянский международный аэропорт Таосянь    |            | [ 11 ] |
| Китай    | Тяньцзинь | Тяньцзиньский международный аэропорт Биньхай |            | [ 11 ] |
| Китай    | Сиань     | Международный аэропорт Сиань Сяньян          |            | [ 11 ] |
| Индия    | Дели      | Международный аэропорт имени Индиры Ганди    |            | [ 13 ] |
| Япония   | Осака     | Международный аэропорт Кансай                |            | [ 14 ] |
| Япония   | Саппоро   | Новый аэропорт Титосе                        |            | [ 15 ] |
| Япония   | Токио     | Международный аэропорт Нарита                |            | [ 16 ] |
| Сингапур | Сингапур  | Аэропорт Сингапур—Чанги                      | Прекращено | [ 17 ] |
| Тайвань  | Тайбэй    | Тайваньский международный аэропорт Таоюань   |            | [ 11 ] |
| Таиланд  | Бнгкок    | Международный аэропорт Донмыанг              | Хаб        | [ 11 ] |

## Флот

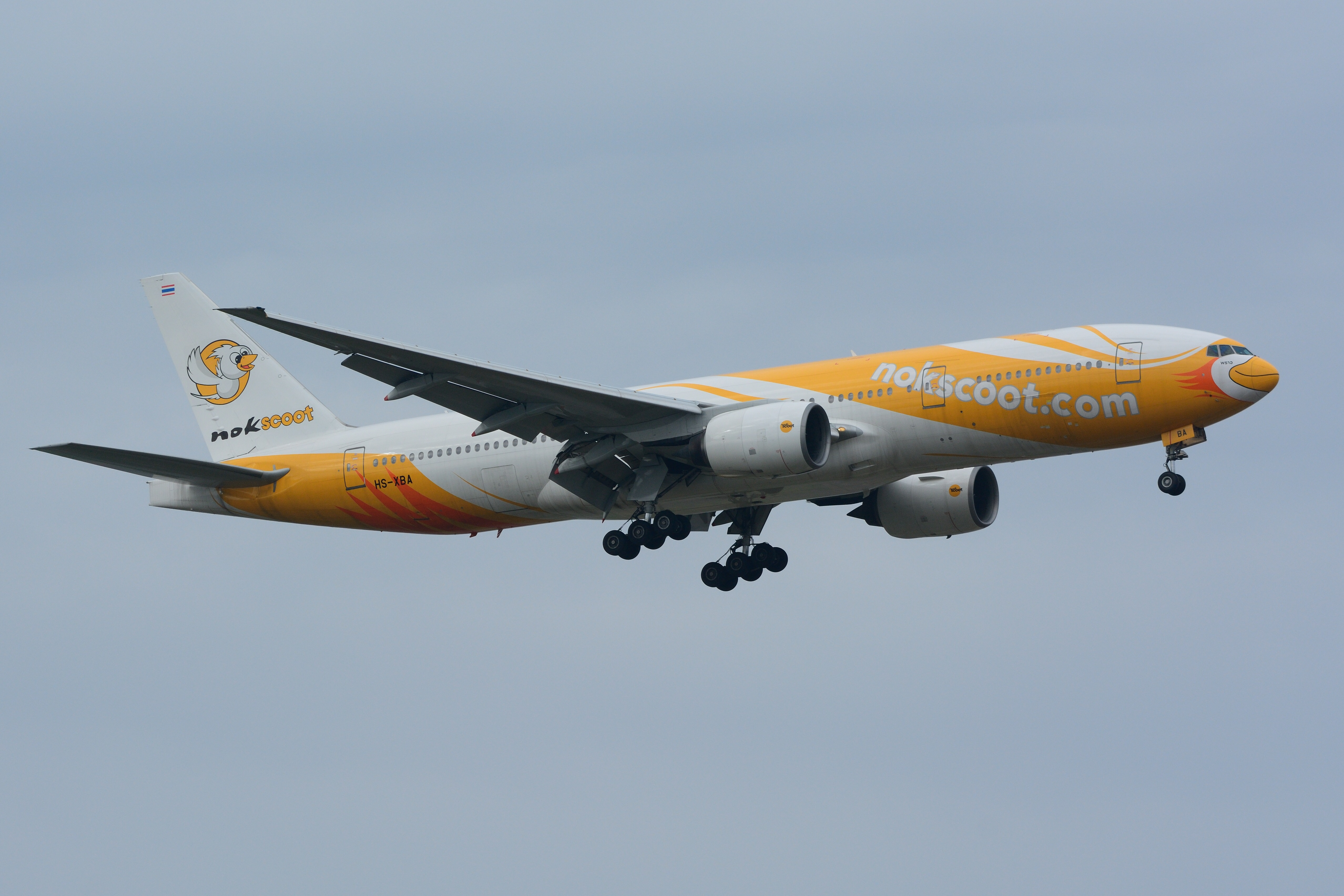
Boeing 777-200ER авиакомпании NokScoot заходит на посадку в международный аэропорт Нарита

NokScoot эксплуатировала исключительно самолёты типа Boeing 777-200ER, все они были приобретены у материнской компании Scoot, Singapore Airlines. Первый самолёт поступил во флот в ноябре 2014 года. Ливрея авиакомпании представляла собой гибрид между ливреями её материнских компаний Scoot и Nok Air. На момент ликвидации парк NokScoot состоял из следующих самолётов:
| Тип              | Кол. | Заказ. | Число мест | Число мест | Число мест | Примечания                     |
| Тип              | Кол. | Заказ. | J          | Y          | Всего      | Примечания                     |
| ---------------- | ---- | ------ | ---------- | ---------- | ---------- | ------------------------------ |
| Boeing 777-200ER | 7    | —      | 24         | 391        | 415        | Возвращены Singapore Airlines. |
| Всего            | 7    | —      |            |            |            |                                |

## Кабина
Самолёты NokScoot эксплуатировались в двухклассовой конфигурации: Scoot Plus и экономический класс.

### Scoot Plus
В самолётах Boeing 777 авиакомпании имелось 24 места Scoot Plus. Спинки кресел в этом классе откидывались на 20 см, а расстояние между креслами составляло 97 см. Каждое сиденье имело ширину 55 см, подставку для ног и подлокотники, которые можно раскладывать частично или полностью. Как и в случае с авиакомпанией Scoot, пассажирам, летящим в Scoot Plus в стоимость перелёта входило бесплатное питание и норма провоза зарегистрированного багажа до 30 кг.

### Экономический класс
В салоне имелось 391 место эконом-класса, расположенное таким образом, чтобы обеспечить три различных уровня комфорта. Стандартные сиденья эконом-класса имеют расстояние между друг другом в 79 см; «супер»-сиденья имеют расстояние 89 см; а сиденья S-t-r-e-t-c-h, расположенные в передней части каждой секции салона эконом-класса, имеют расстояние 91 см. Поскольку это сиденья у переборки и аварийных выходов, перед ними не было сидений, которые можно было бы откинуть назад, чтобы занять их пространство, что дает им больше места для ног в салоне эконом-класса. Пассажиры в стандартном эконом-классе могут забронировать места за отдельную плату, в то время как тарифы на «супер»-места выше, чем на стандартные эконом-места; пассажирам, выбирающим места S-t-r-e-t-c-h, приходилось платить больше по сравнению с «супер»-местами. Пассажиры должны оплатить питание в эконом-классе либо по предоплате, либо на борту. Пассажиры также должны оплатить любой зарегистрированный багаж.

## Ссылка
- Официальный сайт (недоступная ссылка) Архивировано 20 января 2014 года.

- На Викискладе есть медиафайлы по теме NokScoot